# Zespół zaburzeń oddychania noworodka
Zespół zaburzeń oddychania noworodka zwany dawniej zespołem błon szklistych (ang. infant respiratory distress syndrome, IRDS) – zespół objawów występujący u niedojrzałych noworodków, związany z niedojrzałością płuc, niedoborem endogennego surfaktantu, którym ponadto towarzyszy niedojrzałość układu krążenia.
Częstość występowania zespołu zaburzeń oddychania noworodka w sposób bezpośredni zależy od niedojrzałości płuc i występuje u 90% noworodków urodzonych przed 25 tygodniem ciąży i tylko u 0,1% urodzonych po 36 tygodniu ciąży.

## Czynniki ryzyka
Za czynniki ryzyka uważa się:
- wcześniactwo
- cukrzyca u matki
- oziębienie
- płeć męska
- niedotlenienie
- cięcie cesarskie

## Patogeneza
Mała aktywność enzymatyczna u wcześniaków oraz brak podziałów komórkowych nabłonka pęcherzyków płucnych doprowadza do spadku liczby pneumocytów typu II, co doprowadza do spadku syntezy surfaktantu. Z kolei niedobór surfaktantu skutkuje rozwojem niedodmy (zapadania się światła pęcherzyków płucnych) wywołującej hipowentylację doprowadzającą do rozwoju niedotlenienia i kwasicy. Ten ostatni proces z kolei wywołuje uszkodzenie pneumocytów, powoduje pojawienie się wysięków w świetle pęcherzyka płucnego oraz pojawienie się przecieku pomiędzy krążeniem płucnym i systemowym.
Brak surfaktantu w płucach noworodka uniemożliwia podjęcie samodzielnej czynności oddechowej i skutecznie uniemożliwia wymianę gazową.

## Rozpoznanie
Objawy pojawiają się wkrótce po urodzeniu i mają skłonność do nasilania się w czasie, o ile nie są leczone:
- zaburzenia pierwszego samodzielnego oddechu i problemy z kontynuacją czynności oddechowych
- przyspieszenie rytmu oddychania (tachypnoe) powyżej 60 oddechów na minutę
- spowolnienie rytmu oddychania w przypadkach ciężkich postaci zespołu zaburzeń oddychania
- wysiłek oddechowy – wciąganie międzyżebrzy i dołków nadobojczykowych, przepony, ruchy skrzydełek nosa
- duszność
- tachykardia
- osłabienie lub zniesienie szmeru oddechowego
- sinica obwodowa
- hipoksemia i hiperkapnia stwierdzana w gazometrii
- badanie rentgenowskie klatki piersiowej

## Zapobieganie
Celem przyspieszenia dojrzewania płuc i tym samym zapobiegania IRDS podaje się glikokortykosterydy (np. betametazon, deksametazon). Wspomagająco do sterydoterapii podawana była tyreoliberyna (brak dowodów aby korzyści z łącznego stosowania sterydów i TRH przewyższały korzyści z samej sterydoterapii). Działanie przyspieszające dojrzewanie płuc ma również ambroksol.
Stosuje się różne testy pozwalające ocenić dojrzałość płuc płodu:
- stosunek lecytyny do sfingomieliny
- określanie poziomu fosfatydyloglicerolu
- określenie stosunku surfaktantu do albumin
- test spieniania

## Leczenie
Leczenie odbywa się w warunkach intensywnej opieki medycznej. Podstawą leczenia jest tlenoterapia i w zależności od wskazań sztuczna wentylacja i uzupełnienie niedoboru surfaktantu poprzez podanie egzogennych preparatów surfaktantu.